# Catedral de Sant Vladímir de Quersonès
La catedral de Sant Vladímir de Quersonès (en rus: Владимирский собор в Херсонесе Таврическом; en ucraïnés: Володимирський собор) és un catedral ortodoxa russa d'estil neobizantí, ubicada en l'antiga colònia grega de Quersonès, a Sebastòpol, a la península de Crimea.
L'església va ser erigida on es creu que fou el lloc del baptisme de sant Vladímir, que marca l'inici del baptisme oficial de Kíev, que d'acord amb les llegendes i fets històrics, es dugué a terme l'any 988 a Quersonés (en l'antiga Rússia, Korsun), a prop de Sebastòpol.
La construcció en va durar 15 anys i finalitzà el 1876.

Catedral de Sant Vladímir i vista panoràmica de Tauric Chersonesos (agost de 2017)

## Galeria d'imatges

Fotos contemporànies
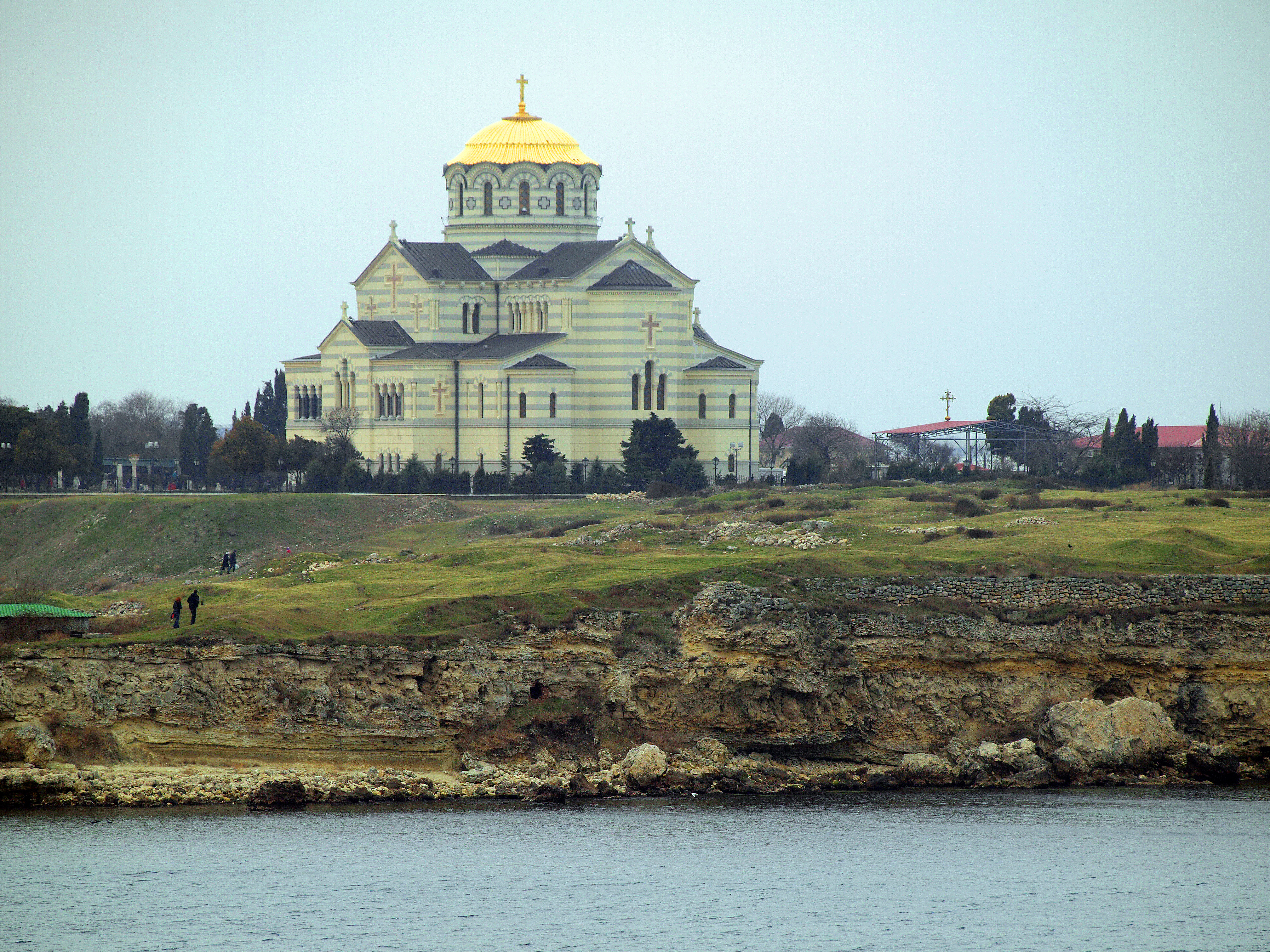
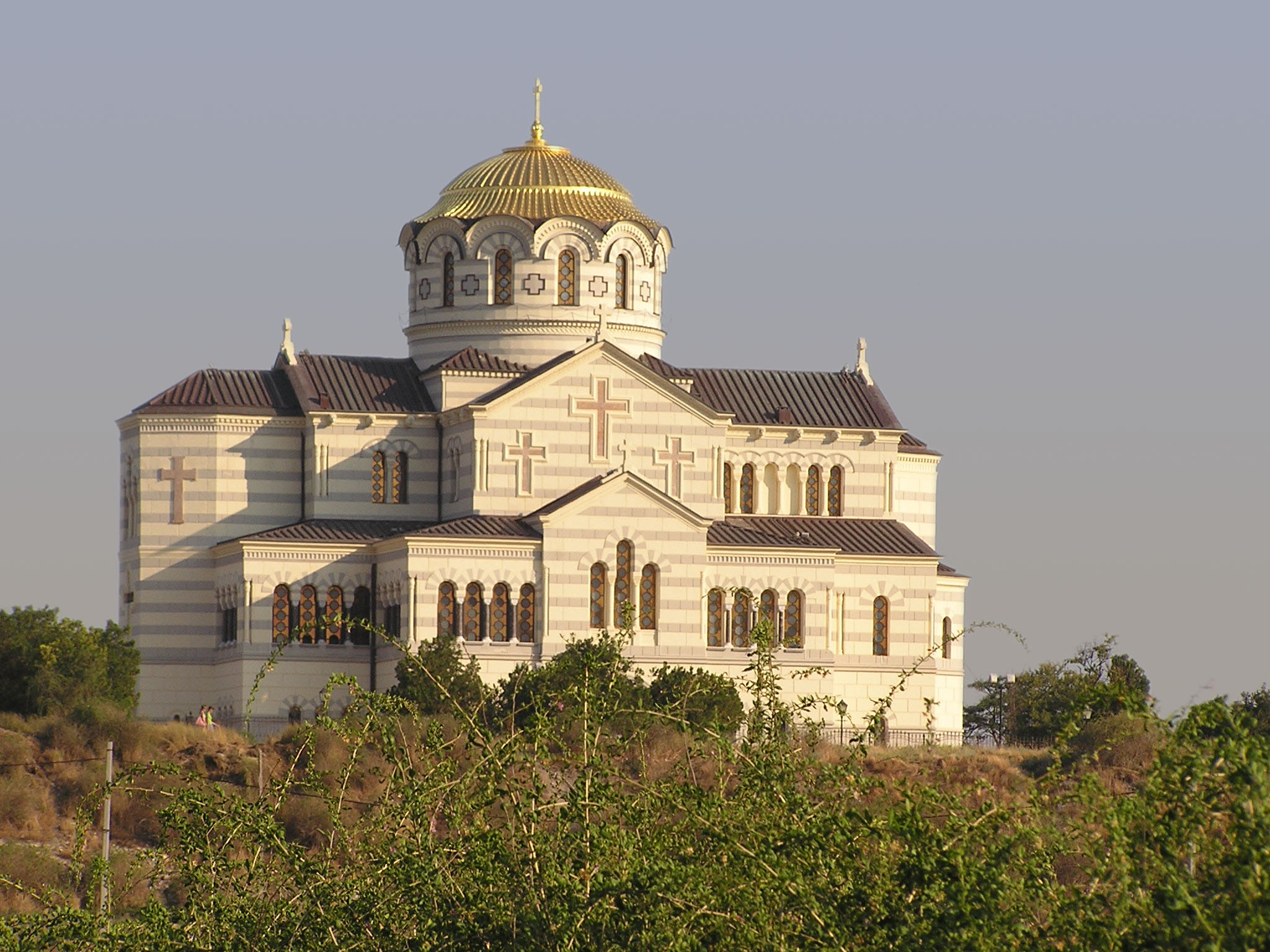
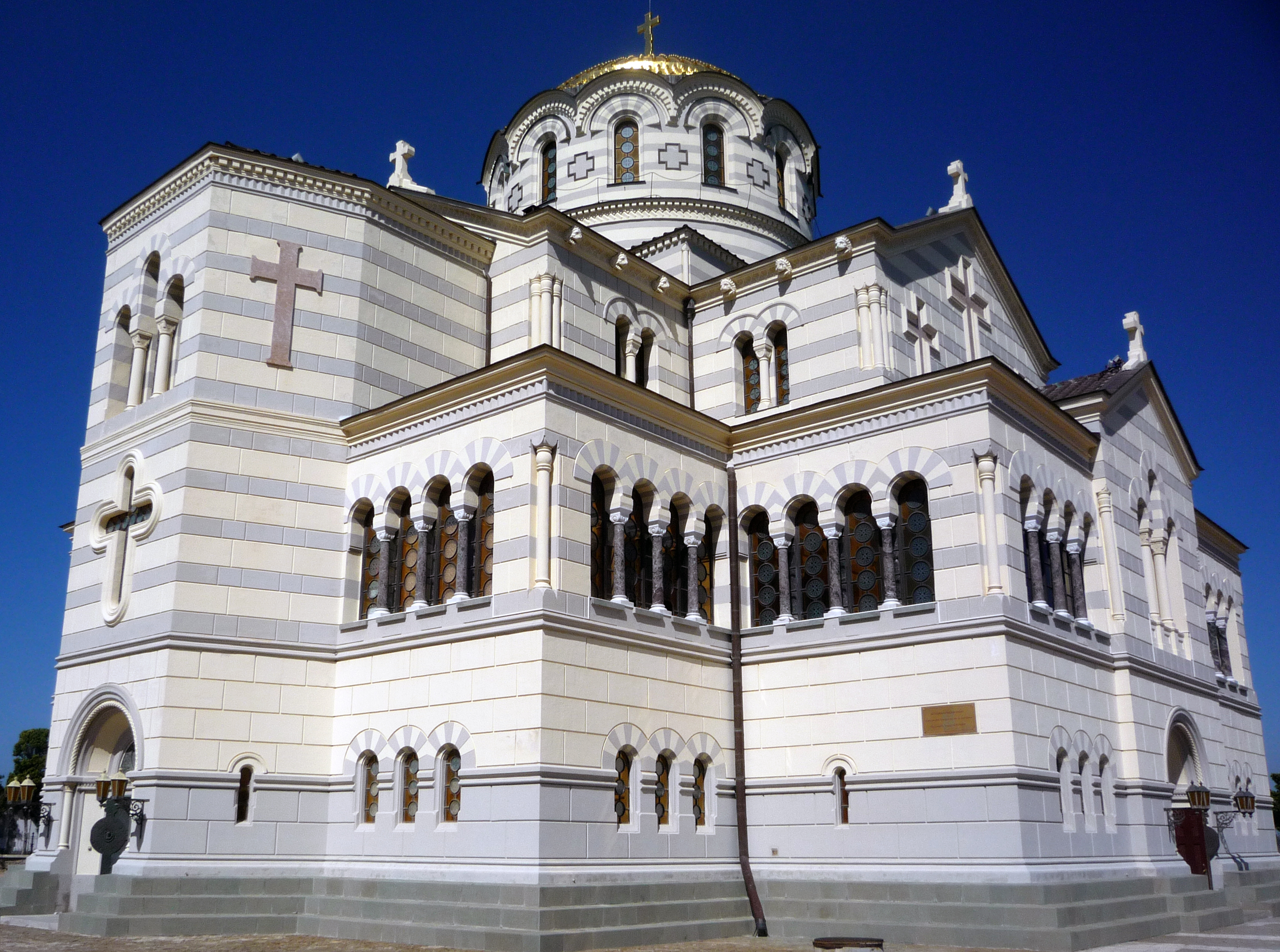
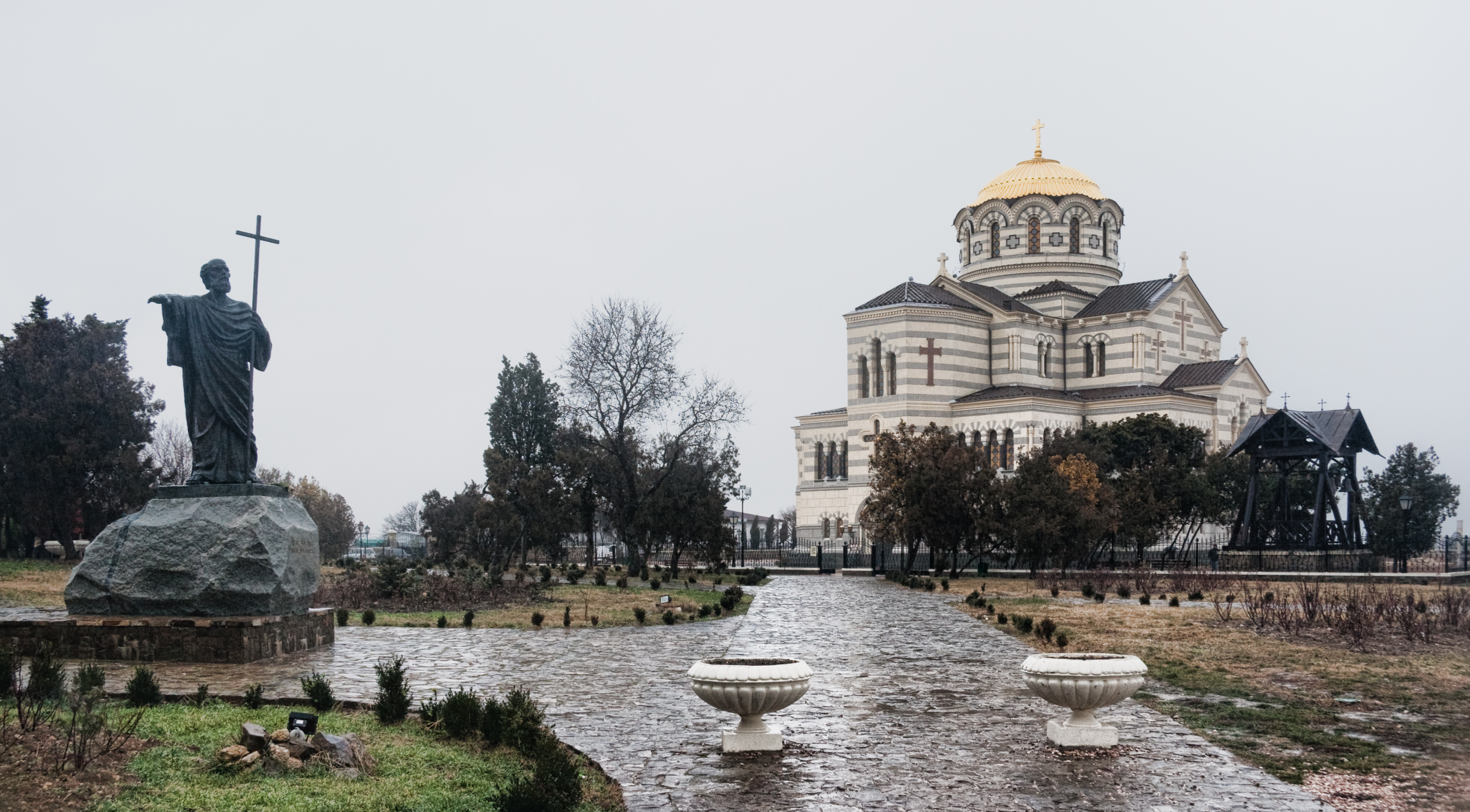

Interiors
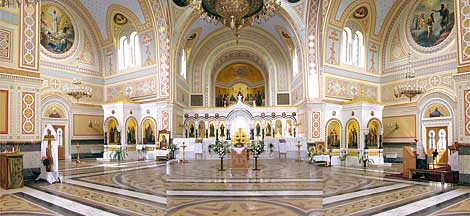
Interior de la catedral
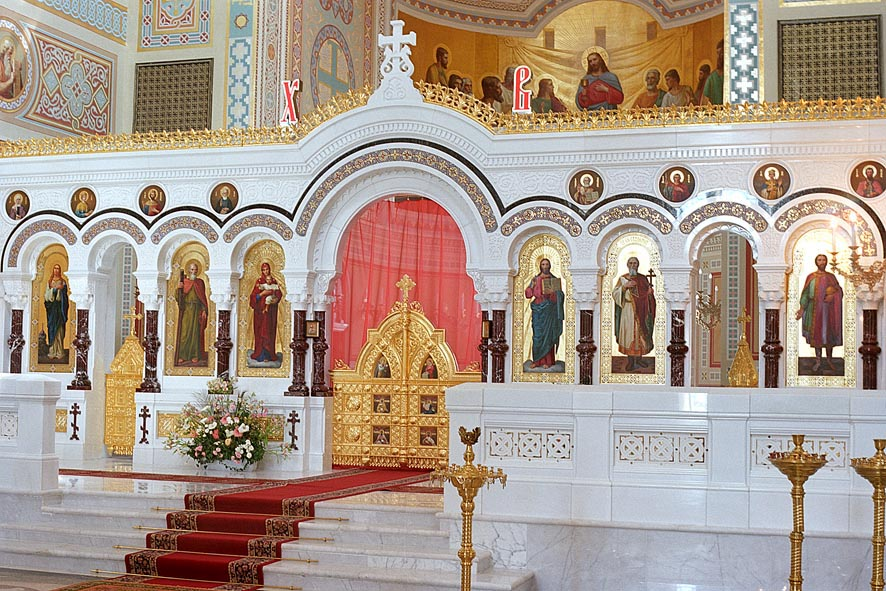
Interior de la catedral
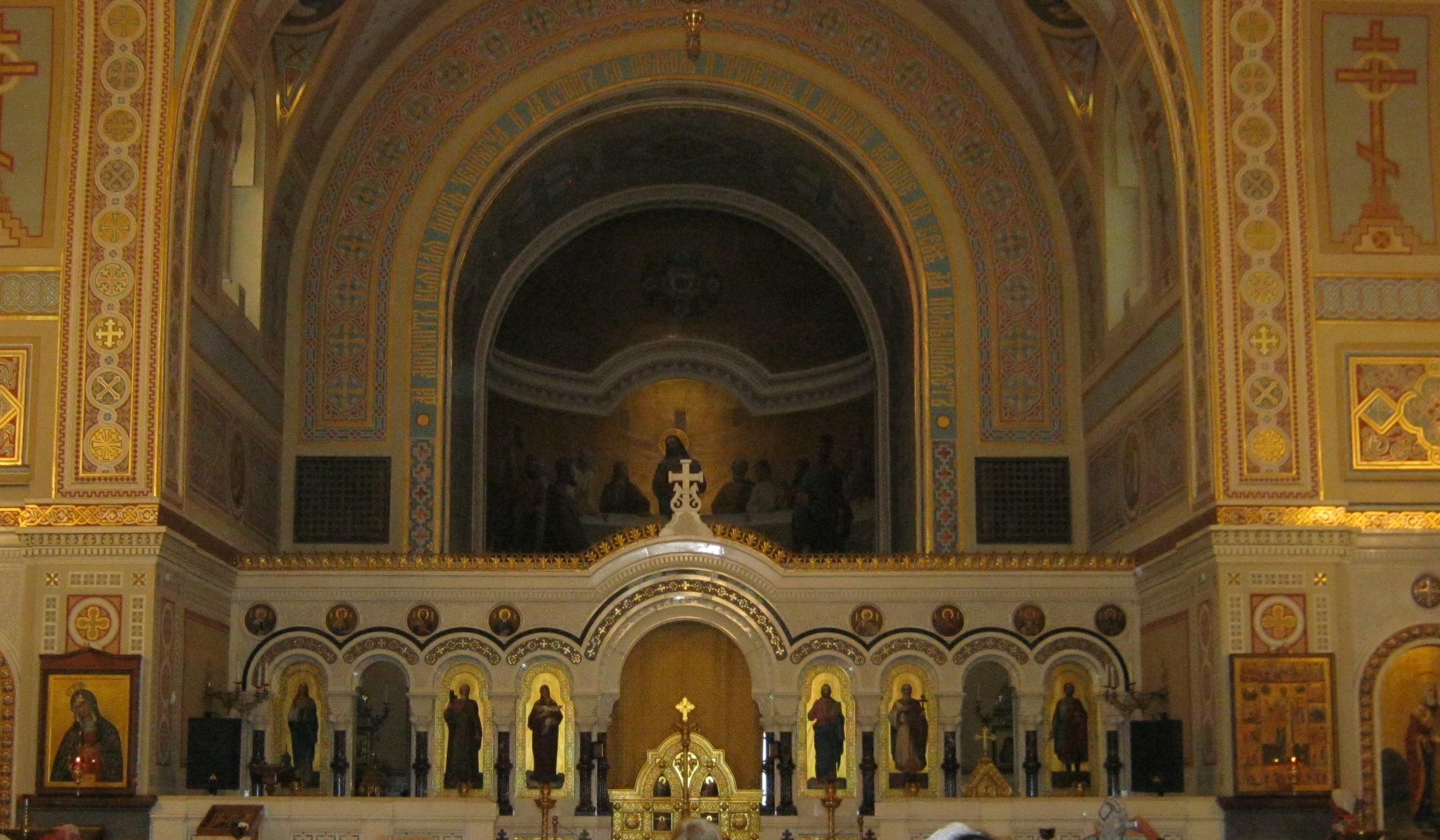

Imatges de 1880
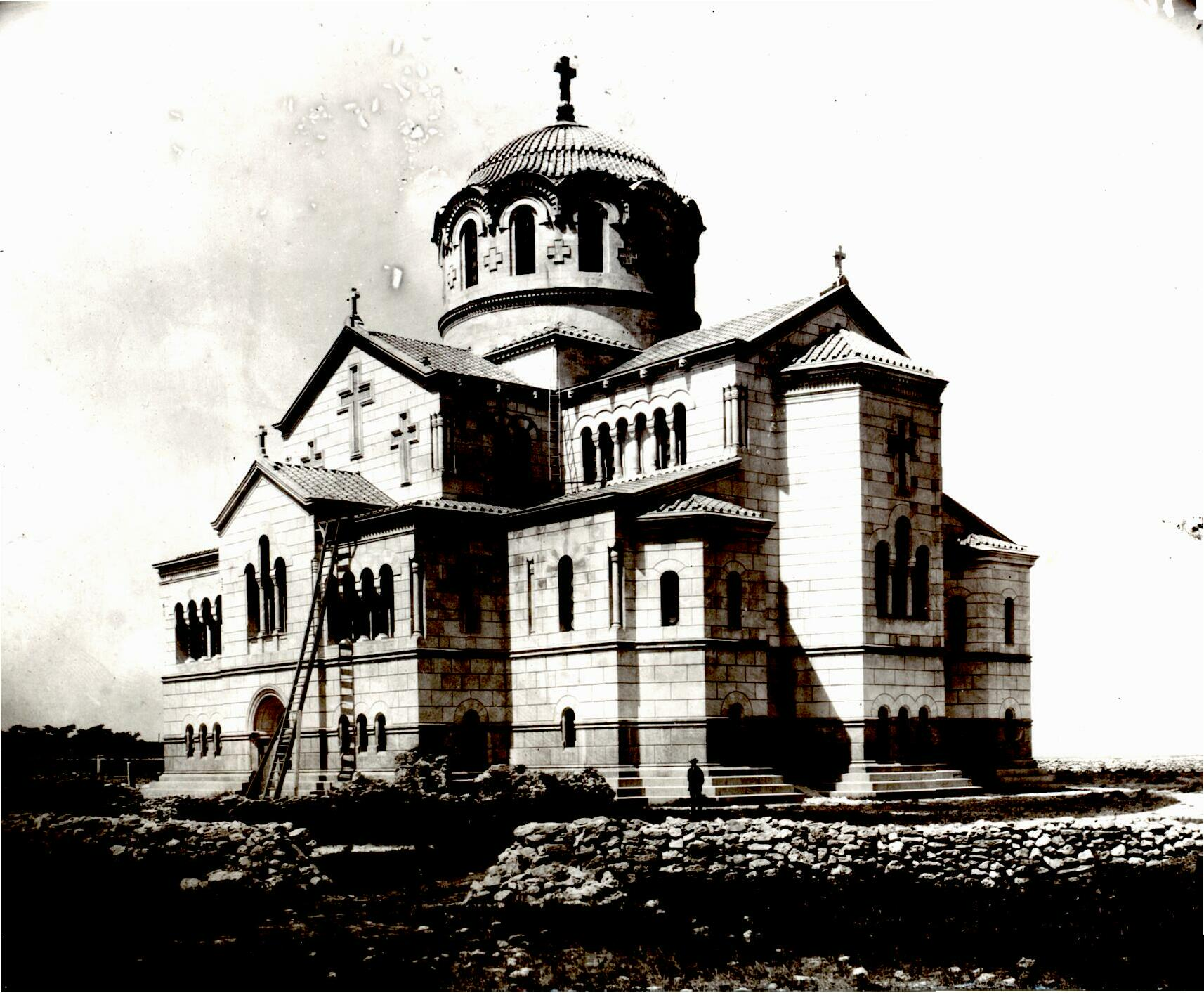
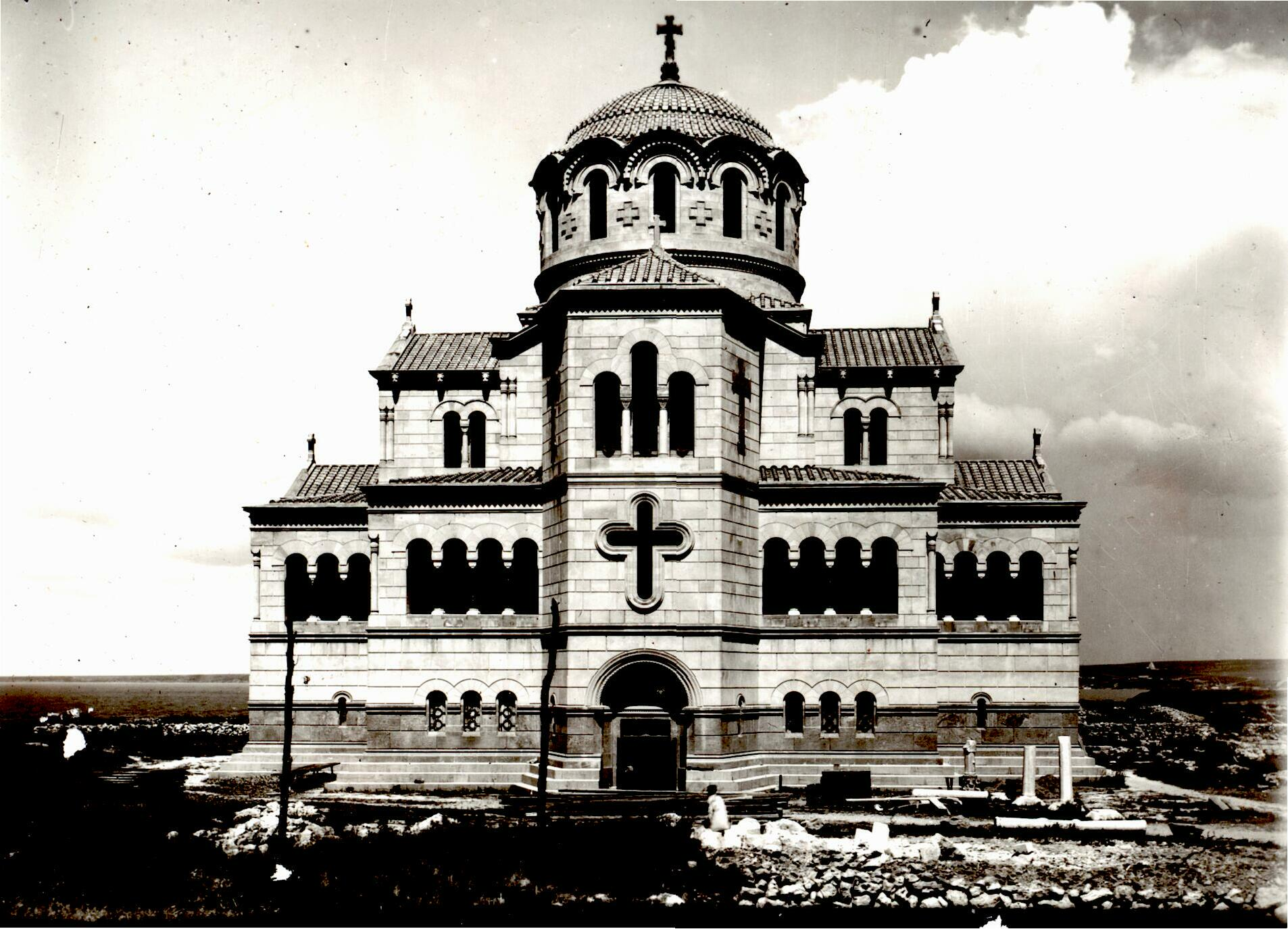
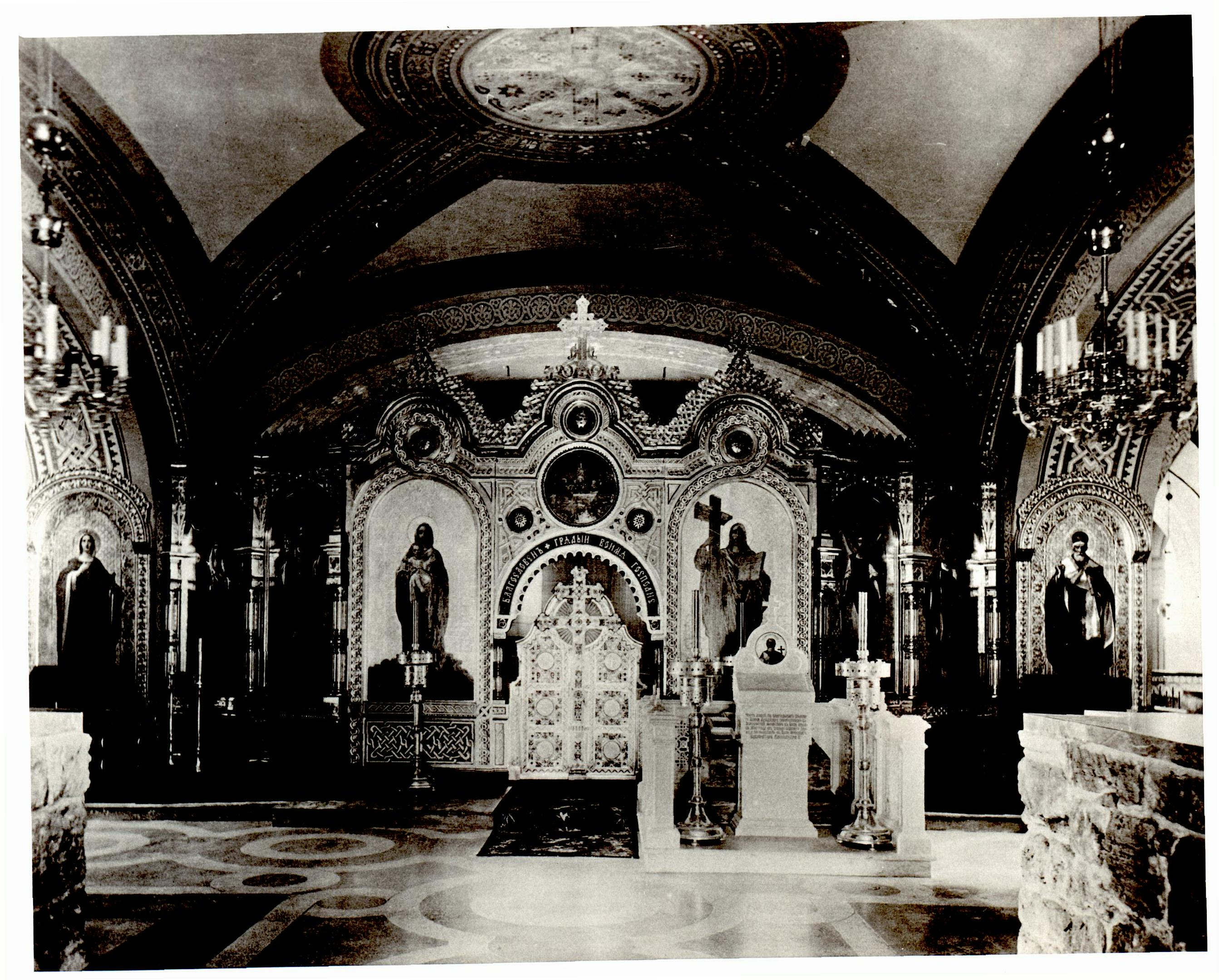
Interior del temple inferior
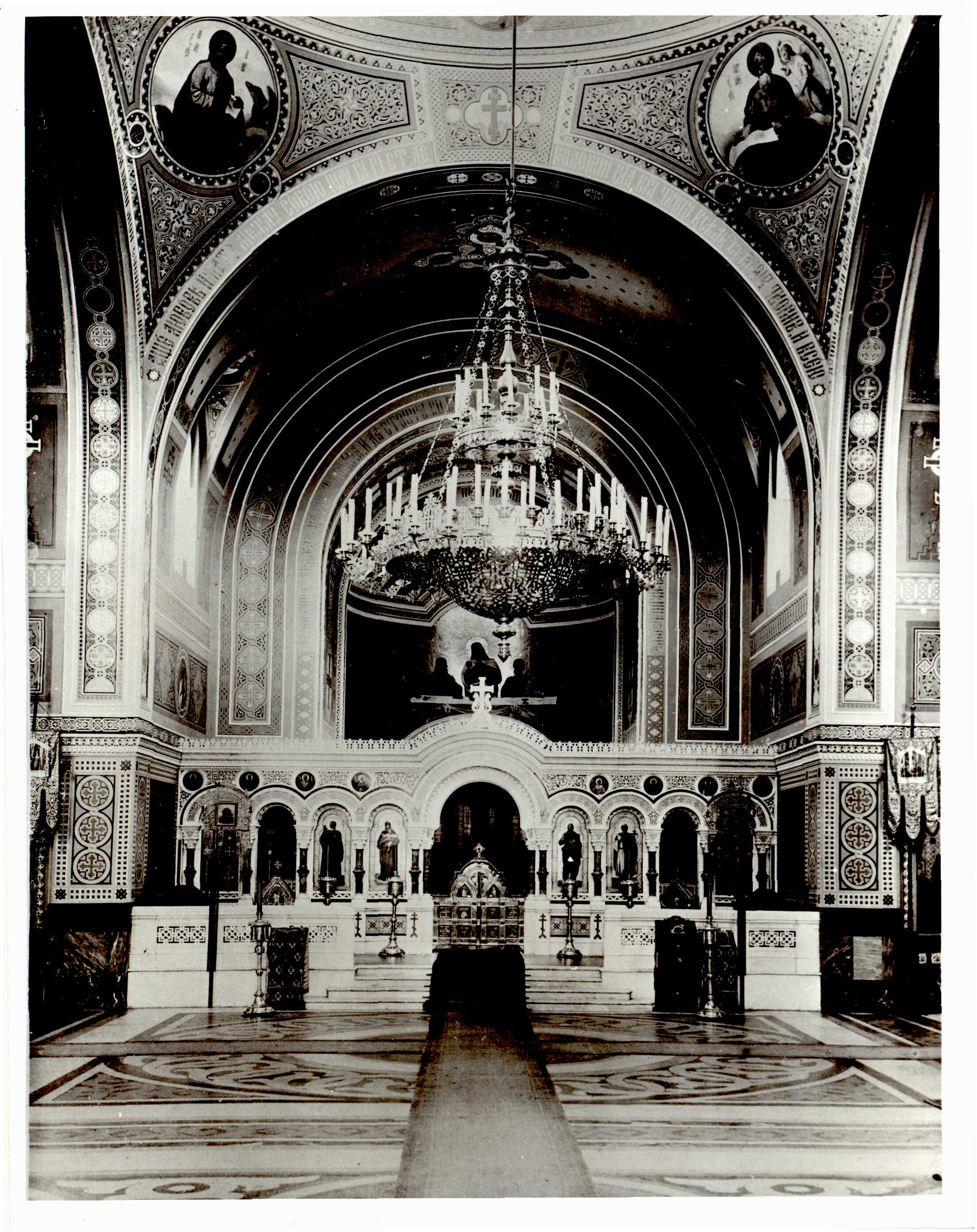
Interior del temple superior